# Адамо Кулибали
Адамо Кулибали (фр. Adamo Coulibaly; Париз, 14. август 1981) је бивши француски фудбалер који је играо на позицији нападача. Био је два пута најбољи стрелац мађарског фудбалског првенства, први пут у сезони 2011/12. и други пут у сезони 2012/13.

## Клупска каријера
Кулибали је играо у француским нижим лигама у ФК Перуу, ФК Нофл-ле-Шато и ФК Поаси АС. Током сезоне 2007/08. играо је за Синт-Труиден, за који је постигао 7 голова на 28 лигашких утакмица. Кулибали је 2008. године отишао у Антверпен. Годину дана касније прешао је у мађарски Дебрецен ВСЦ, где је постигао 66 голова на 110 лигашких утакмица у четири сезоне. Као слободан играч је 2013. године је прешао у француски РЦ Ланс, са којим је одмах постигао промоцију у Лигу 1 у својој првој сезони. Следећих сезона се опет вратио да игра у нижеразредним француским клубовима.

## Остварења

### Клуб
Дебрецин ВШЦ
- НБ I:  
  - шампион: 2009/10., 2011/12.
- Куп Мађарске у фудбалу :
  - првак: 2009/10., 2011/12., 2012/13.
- Лига куп Мађарске у фудбалу :
  - првак: 2009/10.
- Суперкуп Мађарске у фудбалу :
  - првак: 2009., 2010.

### Индивидуално
- Најбољи стрелац Мађарске лиге: (1): 2011/12. (20. голова) и 2012/13. (18. голова)
- Зилахи награда: 2013[2]